# Por amarte (canción de Enrique Iglesias)
«Por amarte» es una balada interpretada por el cantautor español Enrique Iglesias, incluida en su álbum debut de estudio homónimo Enrique Iglesias (1995). Se publicó como el tercer sencillo de dicho álbum por la empresa discográfica Fonovisa el 8 de abril de 1996. La canción se posicionó en los primeros lugares de las listas de música de aquellos meses, resultando otro éxito más para Iglesias.

## Usos en los medios
La canción fue grabada primeramente en 1995 pero salió como sencillo a inicios del año 96'. Fue escrita por el propio artista y co-escrita por Roberto Morales y producida por el español Rafael Pérez Botija. Fue la primera canción que escribió Enrique, a los 15 años. La balada romántica Por amarte fue utilizada para el tema principal de la telenovela mexicana de la cadena Televisa, Marisol (1996), bajo la producción de Juan Osorio, protagonizada por Erika Buenfil y Eduardo Santamarina.

## Listas
| Lista (1996)                                  | Máxima posición |
| --------------------------------------------- | --------------- |
| U.S. Billboard Hot Latin Tracks               | 1               |
| U.S. Billboard Latin Pop Airplay              | 1               |
| U.S. Billboard Latin Regional Mexican Airplay | 2               |
| U.S. Billboard Latin Tropical/Salsa Airplay   | 13              |

### Sucesión en las listas
| Predecesor: Amarte a tí de Cristian | U.S. Billboard Hot Latin Tracks — Sencillo N°. 1 1 de junio de 1996 - 26 de julio de 1996 | Sucesor: Qué pena me das de Marco Antonio Solís |

| Predecesor: Amarte a tí de Cristian | U.S. Billboard Latin Pop Airplay — Sencillo N°. 1 15 de junio de 1996 - 21 de junio de 1996 | Sucesor: La cosa más bella de Eros Ramazzotti |

## Créditos y personal
- Arreglos: Rafael Pérez Botija (Solo para el álbum), Nando Estevané (Solo para la telenovela Marisol de Televisa)
- Teclados y programación: Rafael Pérez Botija
- Bajo: Scott Alexander
- Batería: Greg Bissonette
- Guitarras: Michael Landau y Mike Frances
- Percusión: Luis Conte